# یوری میخایلوف
یوری میخایلوف (روسی: Ю́рий Матве́евич Миха́йлов؛ ۲۵ ژوئیهٔ ۱۹۳۰ – ۱۵ ژوئیهٔ ۲۰۰۸) اسکیت‌باز سرعت اهل اتحاد جماهیر شوروی سوسیالیستی بود.